# Richard Trevithick

Richard Trevithick, porträtiert von John Linnell (1816)

Richard Trevithick (* 13. April 1771 in Illogan, Cornwall; † 22. April 1833 in Dartford) war ein britischer Erfinder, Ingenieur und Maschinenbauer. Er entwickelte die ersten funktionsfähigen Dampflokomotiven.

## Kindheit, Jugend und Familie
Trevithick war das jüngste von sechs Kindern und der einzige Sohn des Bergwerkingenieurs Richard Trevithick sen., der in der Dolcoath-Mine beschäftigt war. Er ging in Camborne zur Schule, interessierte sich aber mehr für den Sport als für Hausaufgaben (mit Ausnahme der Arithmetik, für die er Begabung zeigte). Einer seiner Lehrer bezeichnete ihn als langsam, ungehorsam, halsstarrig, verwöhnt, oft abwesend und äußerst unaufmerksam. Als Kind hatte er oft Gelegenheit, die Dampfmaschinen zu beobachten, die Wasser aus den in Cornwall verbreiteten Zinn- und Kupferminen pumpten. Eine Zeit lang war der Dampfwagenpionier William Murdoch sein Nachbar.
Trevithicks erste Arbeitsstelle, im Alter von 19 Jahren, war in der East Stray Park Mine. Rasch stieg er zum Berater auf, ungewöhnlich für sein Alter. Er beschäftigte sich mit dem Bau und der Modifizierung von Dampfmaschinen, was zunächst dadurch erschwert wurde, dass James Watt bis 1800 ein Patent auf die Verwendung eines separaten Kondensators besaß und nicht bereit war, dieses an konkurrierende Ingenieure zu lizenzieren. 
1797 heiratete er Jane Harvey aus Hayle, mit der er sechs Kinder hatte. Sein ältester Soohn Francis Trevithick (1812–1877) trat in die Fußstapfen seines Vaters und wurde Lokomotivkonstrukteur. Von 1846 bis 1857 war er Locomotive Superintendent bei der London and North Western Railway (LNWR). Auch drei seiner Enkel wurden Lokomotivingenieure, darunter Richard Francis Trevithick (1845–1913), der zwischen 1888 und 1904 die gleiche Position wie sein Vater bei den Staatsbahnen in Japan innehatte und dort an der Konstruktion der ersten in Japan gebauten Dampflokomotive beteiligt war.

## Hochdruckmaschinen
Trevithick befasste sich mit zunehmender Erfahrung mit der Verbesserung der Dampfmaschine, insbesondere mit ihrer Verkleinerung und der Herstellung stärkerer Dampfkessel, die höhere Dampfdrücke lieferten und daher mehr Leistung brachten. Diese Anwendung von Hochdruckdampf (die damalige Bezeichnung für Dampf, der mehr als atmosphärischen Druck hatte) wird vielfach als Trevithicks wichtigste Erfindung angesehen.
1797 baute Trevithick sein erstes Dampfwagenmodell. Der Kessel wurde mit Hilfe eines glühenden Gusseisenstabes geheizt, der anstelle der echten Feuerung in das Flammrohr gesteckt wurde. 1801 stellte er in Camborne eine seiner neuen kleinen Dampfmaschinen auf Rädern vor. Diese Straßenlokomotive, bekannt als Puffing Devil, war neben Nicholas Cugnots Dampfwagen von 1769 eines der ersten bekannten Straßenfahrzeuge, das mit eigener Kraft lief. Der Puffing Devil beförderte Passagiere mit einer Geschwindigkeit von 8 km/h, selbst über Steigungen.

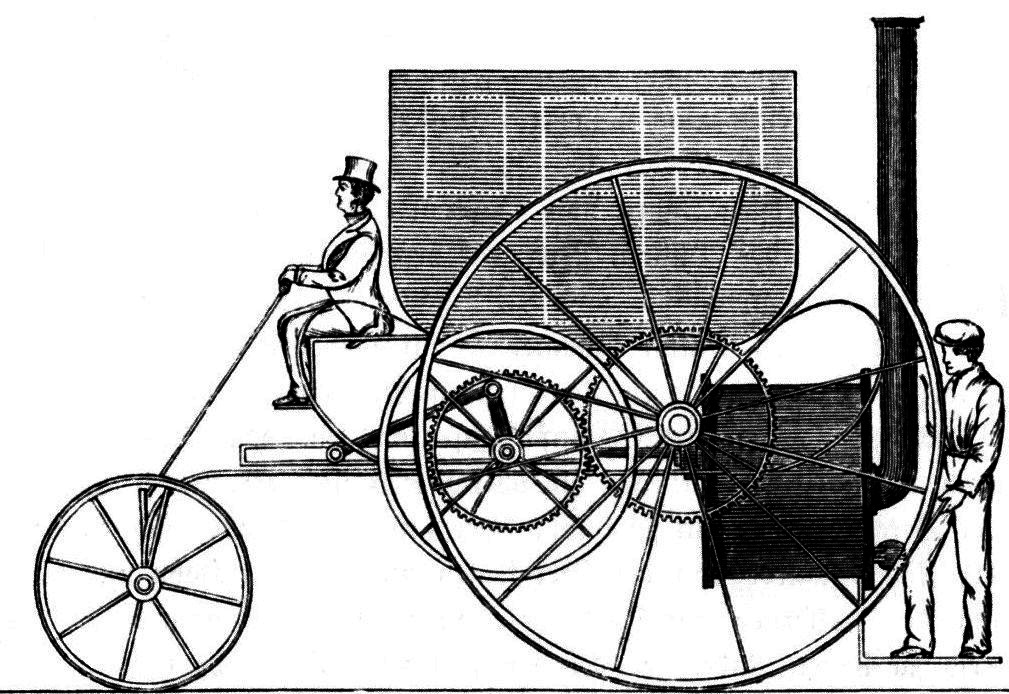
London Steam Carriage

Das Fahrzeug konnte den Dampfdruck aber nur für kurze Zeit halten, so dass es von geringem praktischem Nutzen war. Es beinhaltete jedoch eine wichtige Erfindung in der Geschichte der Dampflokomotive: Während die Patentschrift zum Entfachen des Feuers noch einen Blasebalg vorsah, lässt Trevithick den Dampf aus dem Zylinderauspuff durch den Schornstein abblasen. Mit dem Zug, den dieses Blasrohr erzeugte, wurde die Feuerung besonders wirksam angefacht. Diese Erfindung geriet aber bald wieder in Vergessenheit und wurde erst wieder 1816 von George Stephenson in seine Lokomotiven eingebaut.
1803 baute Trevithick ein weiteres selbstfahrendes Fahrzeug, den London Steam Carriage, das im Prinzip eine mit einer Dampfmaschine ausgerüstete Postkutsche war. Es erregte die Aufmerksamkeit von Publikum und Presse, war aber im Betrieb wesentlich teurer als eine gewöhnliche Pferdekutsche und konnte sich deshalb nicht durchsetzen.
Ebenfalls 1803 explodierte in Greenwich eine von Trevithicks stationären Maschinen, bei dem Unglück kamen vier Arbeiter ums Leben. Trevithick führte den Unfall nicht auf eine fehlerhafte Konstruktion zurück, sondern auf falsche Bedienung. Er geriet in scharfe Gegnerschaft zu James Watt, der stets vor der Gefahr von Kesselexplosionen gewarnt hatte. Watts Versuch, beim britischen Parlament ein Verbot von Trevithicks Maschinen durchzusetzen, hatte jedoch keinen Erfolg.

## Die erste Lokomotive der Welt

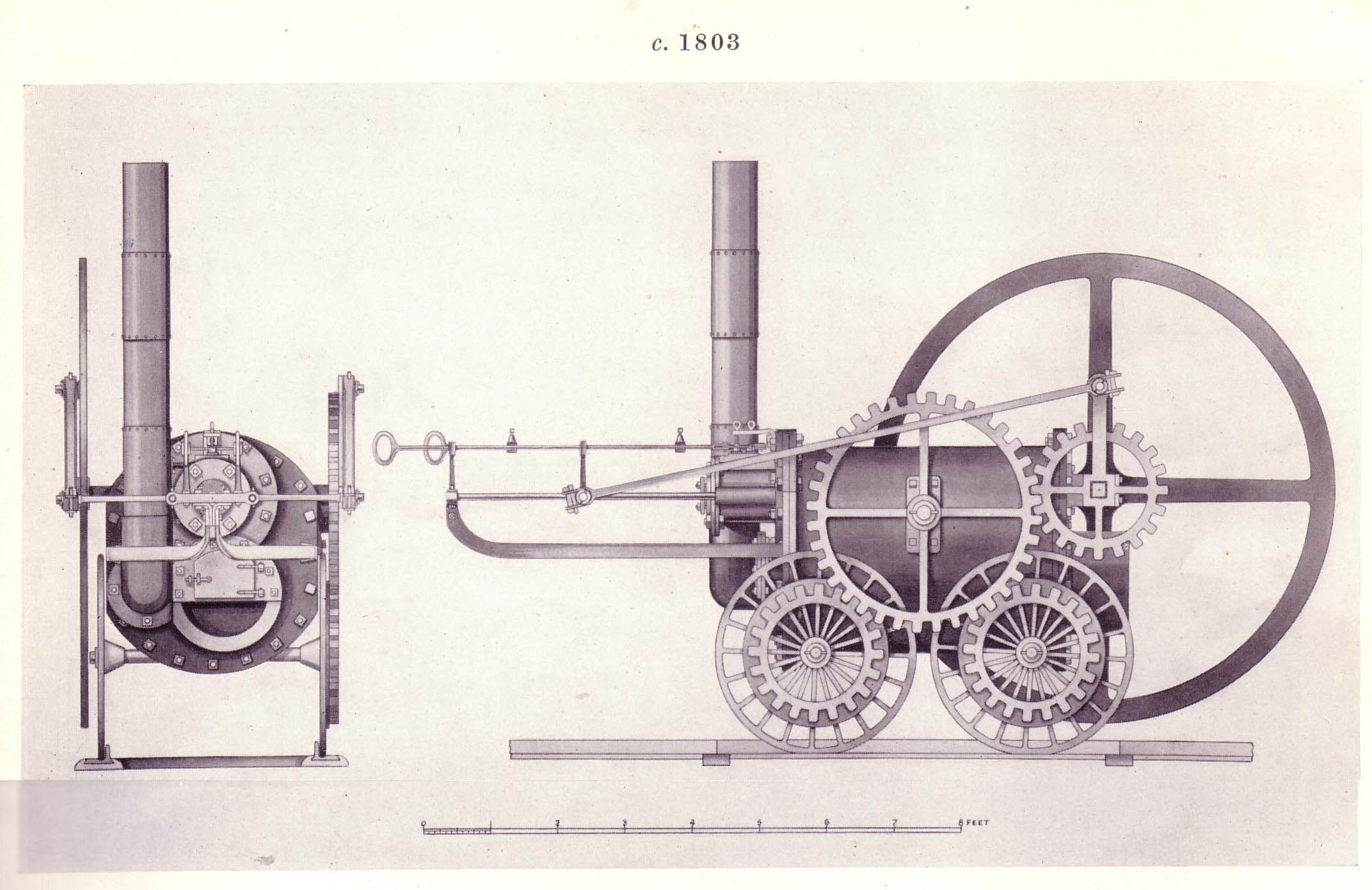
Zeichnung der Trevithicks Lokomotive von 1802

1802 baute Trevithick eine Hochdruckmaschine für das Eisenwerk Pen-y-Darren bei Merthyr Tydfil in Wales. Er befestigte sie auf einem Fahrgestell und machte aus ihr eine Lokomotive. Das Patent verkaufte er 1803 an Samuel Homfray, den Besitzer des Eisenwerks. Homfray war so beeindruckt, dass er mit einem anderen Eisenwerkbesitzer wettete, die Lokomotive könne zehn Tonnen Eisen auf der Schienenbahn nach Abercynon ziehen, über eine Distanz von 15,7 km.
Am 21. Februar 1804 konnte die Wette eingelöst werden: Trevithicks Lokomotive zog 10 Tonnen Eisen, fünf Waggons und 70 Männer über die gesamte Strecke und benötigte dafür 4 Stunden und 5 Minuten, was einer durchschnittlichen Geschwindigkeit von ca. 3,8 km/h entsprach. Ohne Last soll die Maschine 25 km/h erreicht haben. Besonders auffällig war bei dieser Maschine ein großes Schwungrad, mit dem die Bauweise stationärer Maschinen übernommen wurde. Das inzwischen bewährte Blasrohr wurde auch bei ihr eingesetzt.
Obwohl sie funktionierte, war der Lokomotive kein Erfolg beschieden, da sie zu schwer für die für Pferdewagen konzipierten gusseisernen Schienen war. Nach fünf Monaten wurde ihr mobiler Betrieb eingestellt; die Maschine wurde nur noch als ortsfeste Anlage eingesetzt. Trevithick lieferte weitere Lokomotiven an verschiedene Grubenwerke. Eine davon sollte sogar bei der Wylam-Kohlenbahn in der Nähe von George Stephensons Geburtshaus betrieben werden. Ob sie jedoch in Dienst gestellt wurde, ist nicht bekannt.

## Projekte in London
1805 war Robert Vazie damit beauftragt worden, im Londoner Stadtteil Rotherhithe einen Tunnel unter der Themse zu bauen. Wiederholte Wassereinbrüche behinderten die Bauarbeiten erheblich, woraufhin Trevithick als Berater engagiert wurde. Die Tunneldirektoren versprachen ihm 5000 Pfund, falls es ihm gelingen sollte, den 366 Meter langen Tunnel zu vollenden. Unter Trevithicks Leitung wurden die Bauarbeiten im August 1807 wieder aufgenommen. Nachdem 285 Meter ausgebrochen waren, ereignete sich am 23. Dezember ein Wassereinbruch. Als einen Monat später 312 Meter erreicht waren, wurde der gesamte Tunnel überflutet. Trevithick verließ den Tunnel als Letzter und wäre beinahe ertrunken. Wenig später gab die Gesellschaft das Projekt auf. Erst 1843 gelang es Marc Isambard Brunel, etwas weiter flussaufwärts den Thames Tunnel zu vollenden, den ersten Unterwassertunnel der Welt.

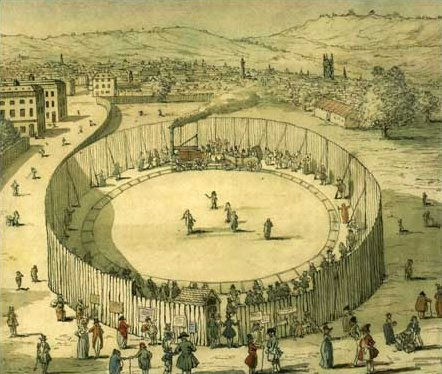
Catch me who can (1808)

Im Jahr 1808 baute Trevithick einen neuen vereinfachten Typ einer Dampflok und brachte sie nach London. Sie hatte kein Schwungrad mehr, sondern einen stehenden Zylinder, der über eine Kurbelstange direkt auf die Triebräder wirkte; ein Antriebssystem, das sich bis auf den Stehzylinder später durchsetzte. Die Catch me who can lief auf einer Kreisbahn beim heutigen Bahnhof Euston und diente eher der Publikumsbelustigung. Als das Publikumsinteresse nachließ und die Lok bei einer Fahrt auch noch entgleiste und umstürzte, verlor Trevithick nach nur zwei Monaten das Interesse an ihr. Er verkaufte sie an einen Messerschmied.
Der Erfinder der Dampflokomotive wandte sich nun anderen Projekten zu. Er erfand Dampfkrane, Dampfbagger, Schraubenpropeller, eiserne Tanks für die Lagerung von Proviant und Wasser auf Schiffen, Schwimmdocks, eiserne Bojen und Dreschmaschinen. Im Mai 1810 erkrankte Trevithick an Typhus und starb beinahe daran. 1811 mussten er und sein Partner Robert Dickinson Bankrott anmelden. Trevithick kehrte nach Cornwall zurück, arbeitete weiter an seinen Erfindungen und konnte bis 1814 seine Schulden zurückzahlen.

## Südamerika
1816 reiste Trevithick nach Peru und baute leichte Dampfpumpen zur Entwässerung der Silberminen in großen Höhenlagen, die sich in Einzelteile zerlegt mit Maultieren über die steilen Bergpfade transportieren ließen. Nachdem er einige Schürfrechte erworben hatte, standen ihm endlich große Verdienste in Aussicht. In den Wirren des Bürgerkriegs musste er eine Erzladung im Wert von 5000 Pfund aufgeben. Trevithick entschloss sich 1826, aus Südamerika zu fliehen.
Trevithick traf im Hafen von Cartagena auf Robert Stephenson, der ihm 50 Pfund für die Überfahrt gab. Im Oktober 1827 kam Trevithick völlig mittellos in England an. Er arbeitete wieder an einigen Projekten, erkrankte dann jedoch an einer Lungenentzündung und starb eine Woche später völlig verarmt und einsam. Die Beerdigungskosten für das Armengrab auf dem Friedhof in Dartford bezahlten Arbeiter einer Fabrik, die einige seiner Patente verwerteten.
Die Genialität von Trevithicks Erfindungen wurde erst spät richtig gewürdigt.